# Thank you.
『thank you.』（サンキュー）は、日本のポップ・ロックバンド、MONKEY MAJIKの通算3枚目のオリジナルアルバム。

## 概要
- 前作『eastview』から8ヶ月でリリースされた通算3枚目のオリジナルアルバム。メジャーレーベルからのリリースとしては初のアルバムである。
- シングル曲として発表した「fly」「STAY」「Around The World」等を収録。
- CDジャケットの表記は「thank you.」である。しかし、公式ホームページの表記は「thank you」となっている。
- タイトルの由来は、「全曲を通してハピネスを言える状況って、すごくありがたいことだと思う」[1]および現状への感謝の気持ちを込める[2]。

## 収録曲
1. turn
2. another day
  - 本作のアルバムリード曲。PVも製作されている。
3. thank you
4. on and on
5. 雪合戦
  - Maynardの子供の頃の雪合戦の思い出を書いた曲[3]。
6. fly
  - メジャーデビューシングル。
7. between the lines
8. all by myself
9. delayed
10. Around The World
  - 2ndシングル。
11. STAY
  - メジャーデビューシングル「fly」のカップリング曲。
12. 種

## 演奏
- 塚田耕司：Additional Beats, Keyboards, Guitars
- Mitsu the Beats：Additional Scratching & Sampling

## タイアップ
- TBS系「日立 世界・ふしぎ発見!」エンディングテーマ（M-2）
- 東北電子専門学校CMソング（M-4）
- インターネットアニメ「Nice & neat」エンディングテーマ（M-5）
- フジテレビ系ドラマ「西遊記」主題歌（M-10）
- フジテレビ系「FNS27時間テレビ みんな“なまか”だっ!ウッキー!ハッピー!西遊記!」CM前曲（M-10）
- マンダム「LUCIDO-L」CMソング（M-11）

## 外部リング
- HMVによるインタビュー
- エキサイトミュージックによるインタビュー